# Mont-sous-Vaudrey
Mont-sous-Vaudrey é uma comuna francesa na região administrativa de Borgonha-Franco-Condado, no departamento de Jura. Estende-se por uma área de 14,86 km². Em 2010 a comuna tinha 1 299 habitantes (densidade: 87,4 hab./km²).